# Androginia

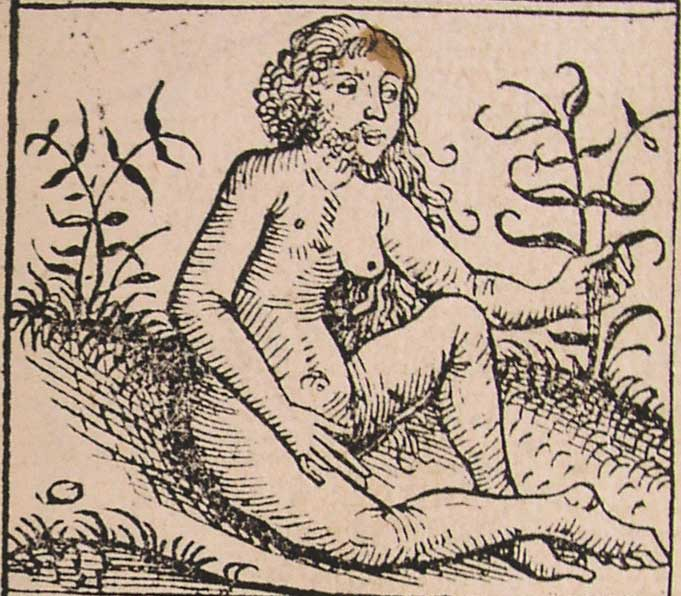
Representação gráfica medieval de um ser humano andrógino tirado do livro Crônica de Nuremberg, primeiro publicado em latim e, no mesmo ano de 1493, também publicado em alemão, sob o título de Nürnberger Chronik; mas também largamente conhecido como Schedelsche Weltchronik, dada a autoria de Hartmann Schedel).

O termo Androginia pode se refererir a dois conceitos: a mistura de características femininas e masculinas em um único ser, ou uma forma de descrever algo que não é nem masculino e nem feminino.
A pessoa que se sente com alguma combinação de características culturais, tanto masculinas (andro) quanto femininas (gyne), é quem se identifica e se define como tendo níveis variáveis de sentimentos e traços comportamentais que são tanto masculinos quanto femininos.
A palavra é muitas vezes grafada como androgenia, com variações androgênico, andrógena e androgênica, sendo termos relacionados aos testóides, androgênio, cujo sufixo deriva de genes sendo associados ao desenvolvimento ou produção hormonal das características masculinas.

## Conceito de androginia humana
A pessoa andrógina é aquela que tem características físicas e comportamentais de ambos os sexos. Assim sendo, torna-se difícil definir a que gênero pertence uma pessoa andrógina apenas por sua aparência externa, denotando a androginia como ambiguidade de gênero, mas não necessariamente pertencendo a um gênero ambíguo ou epiceno, como as identidades ambíguas andrógine e ambígue.
Pessoas andróginas com componentes físicos do sexo masculino geralmente utilizam adereços femininos e aquelas com componentes físicos do sexo feminino geralmente utilizam adereços masculinos, provavelmente para ressaltar a dualidade. Tende-se a pressupor que pessoas andróginas sejam invariavelmente homossexuais ou bissexuais, o que não é verdade, uma vez que a androginia é uma caracterísitca do comportamento e da aparência individual da identidade de gênero, nada tendo a ver com a orientação sexual, ou ainda com atração erótica por alguém semelhante. Assim, pessoas andróginas podem se identificar como homossexuais, heterossexuais, bissexuais, assexuais ou ainda como pansexuais. Há ainda os que são ginessexuais e androssexuais, não especificando o gênero, ou sexo de uma monossexualidade androgínica.
Várias culturas não-ocidentais reconhecem identidades de gênero andrógino como terceiro sexo. A cultura judaica reconhece tumtum e androgynos. Dentre os gêneros na sociedade bugi, bissu representa a categoria andrógina.

## Conceito na psicologia
No campo da psicologia, várias medidas foram usadas para caracterizar o gênero, como o Bem Sex-Role Inventory e o Personal Attributes Questionnaire.
Traços masculinos são categorizados como agênticos e instrumentais, lidando com assertividade e habilidade analítica. Traços femininos são categorizados como comunitários e expressivos, lidando com empatia e subjetividade. Indivíduos andróginos exibem um comportamento que se estende além do que é normalmente associado ao seu gênero. Devido à posse de características masculinas e femininas, os indivíduos andróginos têm acesso a uma gama mais ampla de competências psicológicas em relação à regulação emocional, estilos de comunicação e adaptabilidade situacional, e já foram associados a níveis mais altos de criatividade e saúde mental.
O Bem Sex-Role Inventory (BSRI) foi construído pela principal proponente da androginia, Sandra Bem (1977). O BSRI é uma das medidas de gênero mais amplamente utilizadas, embora ultrapassada. Com base nas respostas de um indivíduo aos itens do BSRI, Bem o classifica como tendo uma das quatro orientações de papéis de gênero: masculino, feminino, andrógino ou indiferenciado. Bem entendeu que tanto as características masculinas quanto as femininas poderiam ser expressas por qualquer pessoa e isso determinaria essas orientações de papéis de gênero.
Para a Psicologia Analítica de Carl Gustav Jung, andrógino ou androgínico se refere a uma integração dos pares de opostos Anima e Animus, respectivamente o feminino e o masculino, sendo ambas características associadas à mesma pessoa.

## Na mitologia
A pessoa andrógina é, também, segundo o livro "O Banquete", de Platão, uma criatura mítica proto-humana. No livro, o comediógrafo, Aristófanes descreve como teriam surgido os diferentes sexos. Havia antes três criaturas: Andros, Gynos (gino ou ginos) e Androgynos (andróginos ou andrógino), sendo Andros entidade masculina composta de oito membros e duas cabeças, ambas masculinas, Gynos entidade feminina mas com características femininas semelhantes, e Androgynos composto por metade masculina, metade feminina. Essas não estavam agradando os deuses, que resolveram separá-las e/ou dividi-las em duas partes, para que se tornassem menos poderosas. Fracionando Andros, originaram-se dois homens, que apesar de terem seus corpos agora separados, tinham suas almas ligadas, por isso ainda eram atraídos um pelo outro. O mesmo teria ocorrido com as outras duas criaturas, Gynos e Androgynos. Andros deu origem aos homens homossexuais, Gynos às lésbicas e Androgynos aos heterossexuais. Segundo Aristófanes, seriam então divididos aos terços os heterossexuais e homossexuais. Alma gêmea seria um conceito vindo dessa história com alusão criacionista, de acordo com o movimento esotérico de teosofia, de Edgar Cayce.
Na mitologia grega antiga, em Metamorfoses de Ovídio, a náiade Salmacis se apaixona por Hermafrodito e em resposta a uma oração dela, os deuses fundem suas duas formas em uma, transformando-as em uma forma andrógina.
Na mitologia hindu, uma das divindades andróginas mais conhecidas é Ardanaríxvara.

## Identidade de gênero
A identidade de gênero de um indivíduo, um senso pessoal de seu próprio gênero, pode ser descrita como andrógina se ele sentir que possui aspectos masculinos e femininos. A palavra andrógino pode se referir a uma pessoa que não se encaixa perfeitamente em um dos papéis masculinos ou femininos típicos de sua sociedade, ou a uma pessoa cujo gênero é uma mistura de masculino e feminino, não necessariamente meio a meio. Embora a androginia não seja entendida majoritariamente como uma identidade sexual, muitos indivíduos andróginos se identificam como sendo mentalmente ou emocionalmente masculinos e femininos. Eles também podem se identificar com expressões mais recorrentes para demarcação de posicionamento social, como "neutros em termos de gênero", "genderqueer" ou "não-binários". Eles podem ter uma identidade equilibrada que inclui as virtudes de homens e mulheres e podem desassociar a tarefa com o gênero ao qual eles podem ser social ou fisicamente atribuídos. As pessoas que se identificam como andróginas geralmente desconsideram quais características são culturalmente construídas especificamente para homens e mulheres em uma sociedade e, em vez disso, se concentram em qual comportamento é mais eficaz na circunstância situacional.

## Na contemporaneidade

### Moda
A moda sempre foi um ambiente marcado pela polarização entre feminino e masculino, por meio de roupas culturalmente associadas ao homem e outras associadas à mulher. Entretanto, a moda andrógina vem despontando como movimento desafiador dos padrões estéticos e, por isso, segundo a jornalista especialista em moda Lillian Pace, vivemos um momento de transformação da moda pautado pela inclusão, diversidade e igualdade entre os gêneros. Nesse sentido, a androginia vem sendo utilizada pela moda como instrumento social de expressão, cujo apelo vem sendo levado à frente por grandes grifes como Versace, Gucci e Luis Vuitton. Trata-se, portanto, de um fenômeno na moda que mistura, intencionalmente, as características femininas e masculinas de vestimentas construindo um produto marcado pela androginia e dando visibilidade às pessoas que se não se enquadram perfeitamente nas definições binárias de gênero.

## Símbolos e iconografia
Nos mundos antigo e medieval, os andróginos eram representados na arte pelo caduceu, bastão de poder transformador na antiga mitologia greco-romana. O caduceu foi criado por Tirésias e representa sua transformação em mulher por Juno como punição por atacar cobras em acasalamento. O caduceu foi posteriormente carregado por Hermes/Mercúrio e foi a base para o símbolo astronômico do planeta Mercúrio e o signo botânico do hermafrodita. Esse sinal agora é usado às vezes para pessoas transgênero.
Outro ícone comum da androginia no período medieval e no início do período moderno foi o Rebis, uma figura masculina e feminina conjunta, muitas vezes com motivos solares e lunares. Ainda outro símbolo era o que hoje é chamado de cruz solar, que unia o símbolo da cruz (ou sautor) para masculino com o círculo para feminino. Este signo é agora o símbolo astronômico do planeta Terra.

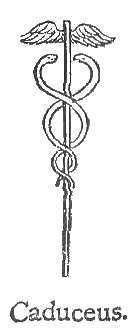
O caduceu
Símbolo de Mercúrio derivado do caduceu
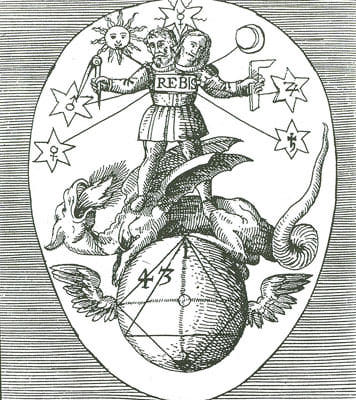
Rebis de 1617
"Rosa e cruz", símbolo da androginia
Versão alternativa de "Rosa e cruz"